# Beatrix Schuba
Beatrix "Trixi" Schuba (Viena, 15 de abril de 1951) é uma ex-patinadora artística austríaca. Ela foi campeã olímpica em 1972, e conquistou duas medalhas de ouro e duas de prata em campeonatos mundiais.

## Principais resultados
| Resultados                                            | Resultados      | Resultados        | Resultados        | Resultados       | Resultados      | Resultados      | Resultados    | Resultados    | Resultados    | Resultados    | Resultados    | Resultados    |
| Internacional                                         | Internacional   | Internacional     | Internacional     | Internacional    | Internacional   | Internacional   | Internacional | Internacional | Internacional | Internacional | Internacional | Internacional |
| Evento/Temporada                                      | 1966– 1967      | 1967– 1968        | 1968– 1969        | 1969– 1970       | 1970– 1971      | 1971– 1972      |               |               |               |               |               |               |
| ----------------------------------------------------- | --------------- | ----------------- | ----------------- | ---------------- | --------------- | --------------- | ------------- | ------------- | ------------- | ------------- | ------------- | ------------- |
| Jogos Olímpicos                                       |                 | 5.ª               |                   |                  |                 | Medalha de ouro |               |               |               |               |               |               |
| Campeonato Mundial                                    | 9.ª             | 4.ª               | Medalha de prata  | Medalha de prata | Medalha de ouro | Medalha de ouro |               |               |               |               |               |               |
| Campeonato Europeu                                    | 5.ª             | Medalha de bronze | Medalha de bronze | Medalha de prata | Medalha de ouro | Medalha de ouro |               |               |               |               |               |               |
| Nacional                                              |                 |                   |                   |                  |                 |                 |               |               |               |               |               |               |
| Campeonato Austríaco                                  | Medalha de ouro | Medalha de ouro   | Medalha de ouro   | Medalha de ouro  | Medalha de ouro | Medalha de ouro |               |               |               |               |               |               |
|                                                       |                 |                   |                   |                  |                 |                 |               |               |               |               |               |               |
| Legenda: Competição não foi disputada nesta temporada |                 |                   |                   |                  |                 |                 |               |               |               |               |               |               |